# 글루코키네이스
글루코키네이스(영어: glucokinase) (EC 2.7.1.2)는 포도당을 포도당 6-인산으로 인산화시키는 반응을 촉매하는 효소이다. 글루코키네이스는 사람 및 다른 대부분의 척추동물의 간과 이자의 세포에 존재한다. 이러한 각 기관에서 글루코키네이스는 포도당 센서로 작용하여 식사 후 또는 단식시에 일어나는 포도당 수치의 상승이나 하락에 대한 반응으로 물질대사 또는 세포의 기능 변화를 유발함으로써 탄수화물 대사 조절에 중요한 역할을 한다. 글루코키네이스 유전자의 돌연변이는 비정상적인 형태의 당뇨병이나 저혈당증을 유발할 수 있다.

## 같이 보기
- 헥소키네이스